# IC 1836
IC 1836 ist eine Spiralgalaxie vom Hubble-Typ S im Sternbild Walfisch südlich der Ekliptik. Sie ist schätzungsweise 304 Millionen Lichtjahre von der Milchstraße entfernt und hat einen Durchmesser von etwa 45.000 Lichtjahren.
Im selben Himmelsareal befinden sich u. a. die Galaxien NGC 1085, IC 1834, IC 1843, IC 1844.
Die Typ-II-Supernova PTF 10raj wurde hier beobachtet.
Das Objekt wurde am 29. Januar 1894 vom französischen Astronomen Stéphane Javelle entdeckt.